# Mescalina
A mescalina (3,4,5-trimetoxifeniletilamina) é um alucinógeno natural encontrado no cacto peiote (Lophophora williamsii), nos cactos São Pedro (Echinopsis pachanoi e Echinopsis peruviana), no cacto Echinopsis lageniformis e no cacto Echinopsis scopulicola.

## História
A mescalina era usada, inicialmente, em rituais e práticas etnomédicas de várias tribos pré-colombianas.
Ela foi isolada em 1896, por Arthur Heffter, e sintetizada em 1919, por Ernst Späth. Havelock Ellis descreveu a utilização do cacto Anhalonium Lewinii, ou botão de mescal, por índios Kiowa do Novo México em 1898, num artigo intitulado "Mescal: um novo paraíso artificial. Seus efeitos psicofisiológicos na mente humana foram descritos como resultantes da ação de uma substância alucinógena em 1927 por Ernst Spath, que sintetizou o elemento ativo desse cacto, a mescalina, em laboratório em 1919, publicando em seguida o mais extenso estudo sobre ela, "Der Meskalinrausch" (The Mescaline High), em 1927.
Por volta da década de 60 ela torna se popular, impulsionada pela obra de Carlos Castañeda que descreve seu uso entre os índios Yaquis. A obra As Portas da Percepção de Aldous Huxley, 1954, também teve como base os estudos descritivos dos efeitos dessa substância na mente humana. A utilização indígena, por sua vez, apesar de proibida e combatida pela igreja e governo americano, sofreu contínua expansão até a consolidação e reconhecimento jurídico da Native American Church.
Posteriormente se descobriu que algumas espécies de cactos (da tribo Trichocereeae, gênero Echinopsis), utilizadas por curandeiros da região andina, também contém mescalina, em especial as espécies Echinopsis pachanoi, Echinopsis peruviana e Echinopsis lageniformis. A faixa de concentração de mescalina em espécies cultivadas de Echinopsis, situa-se de a partir de 0,053% até 4,7% em peso seco.

## Efeitos

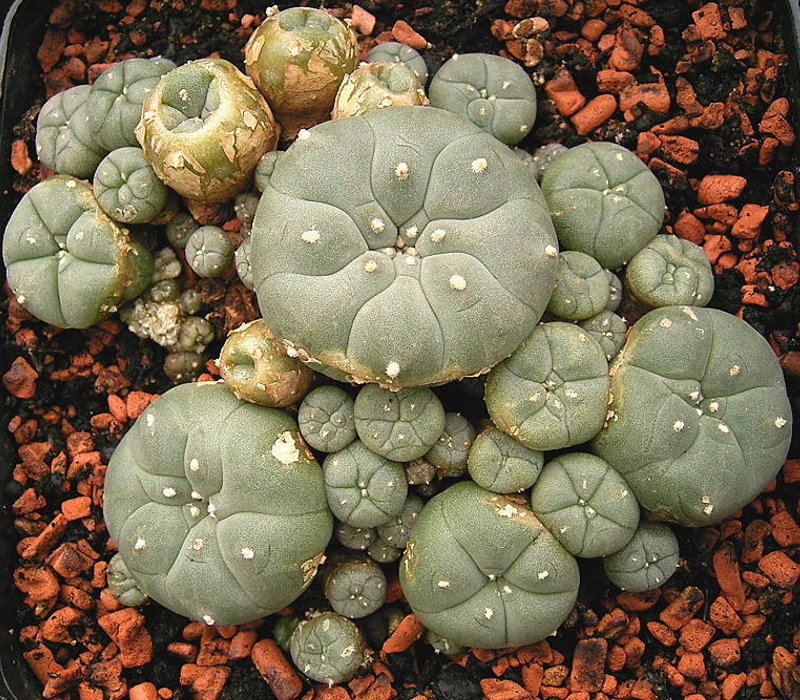
Peiote cacto

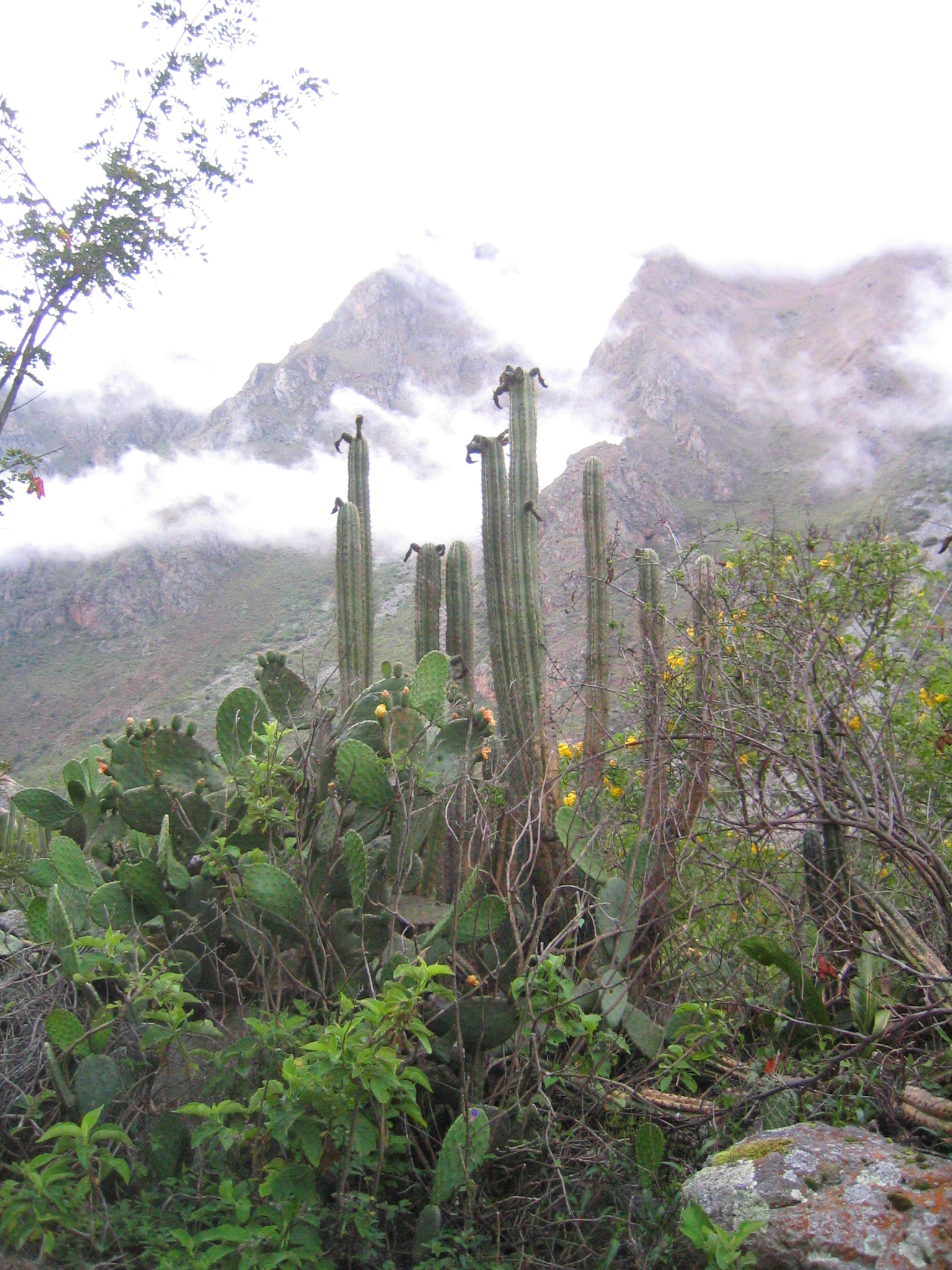
Echinopsis pachanoi, San Pedro em seu natural habitat no Peru

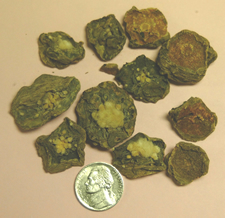
Botões de peiote secos

Efeitos que podem ocorrer com o consumo da droga.
- Sentimento de Introspecção.
- Brilho mais intenso das cores.
- Alucinações visuais de olhos abertos e fechados.
- Sinestesia (consiste na mistura entre os sentidos sensoriais. Ex: cheirar uma cor ou ouvir um gosto).
- Euforia.
- Risadas.
- Aumento da energia corporal (Estimulante).
- Tato mais intenso
- Sensações felizes e de estar sonhando.
- Sensações de esperança e rejuvenescimento
- Aumento da percepção espiritual, experiências esotéricas profundas
- Mudança na consciência.
- Perda de apetite.
- Mudança na temperatura corporal.
- Pensamentos e fala incomuns.
- Atenção incomum em pequenos detalhes ou grandes conceitos; mudanças no significado ou significância das experiências.
- De leve a extrema deficiência de atenção.
- Mudanças na percepção de tempo
- Mudanças na percepção da realidade.
- Mudanças no autocontrole
- Sensações corporais incomuns
- Leveza do Ego
- Dilatação das pupilas.
- Vasodilatação.
- Tremores corporais.
- Necessidade de urinar (no começo da experiência, provavelmente devido à forma de ingestão)
- Cansaço
- Náusea e/ou vômitos.
- Dores no pescoço e opressão física no peitoral (durante o começo da experiência).
- Falta de ar.
- Mudanças desconfortáveis na temperatura (calafrios/suor).
- Confusão, dificuldade na concentração e problemas com atividades que requerem atenção linear.
- Dificuldade na comunicação.
- Inibição da libido.
- Insônia.
- Visões desagradáveis ou assustadoras.
- Pensamentos indesejáveis, impressionantes, inclusive: depressão, ansiedade.
- Paranoia, medo e pânico.

Na descrição de Aldous Huxley: (1) a capacidade de lembrar-se e raciocinar corretamente não sofre redução perceptível; (2) as percepções visuais tornam-se grandemente intensificadas, desligando-se o percebido (senso) descrição conceptual automática, reduzindo-se também o interesse por exploração do espaço; (3) reduz-se a inquietação e a atividade motora voluntária; (4) Ocorrem percepções sucessivas e simultâneas do exterior / interior isenta de angústias.